# Yllenus zyuzini
Yllenus zyuzini es una especie de araña saltarina del género Yllenus, familia Salticidae. Fue descrita científicamente por Logunov & Marusik en 2003.
Habita en Rusia (Cáucaso), Kazajistán y Turkmenistán.